# 北四国グラビア印刷
株式会社北四国グラビア印刷（きたしこくグラビアいんさつ、Kitashikoku Gravure Printing Co., Ltd.）は、香川県観音寺市に本社を置く印刷会社である。
グラビア印刷を主体に、小ロット・多用途に対応できるデジタル印刷も組み合わせて、食品・衛生用品・化粧品・医薬部外品などの軟包装印刷パッケージの企画・製造・販売を行っている。

## 特長
- 印刷品質
  - 10色振分け印刷機や多色広巾印刷機、エクストリーム製版設備等の高水準機器の導入などで、印刷品質を上げている[3]。
- 自社一貫体制
  - 企画・デザインから製版・印刷・ラミネート・スリット・検品・製袋・出荷まで自社一貫体制で対応することにより、コスト・品質・納期面での優位性を実現している[4][5]。
- 衛生管理
  - 食品安全マネジメントシステムの国際基準であるISO 22000を取得し、食品メーカーと同じ基準で衛生管理を実施している[6]。
- 環境への取り組み
  - グリーンプリンティング工場認定やGPマークの普及[7]、植物由来の環境対応インキの採用など環境への取り組みに力を入れている[8]。
  - 脱段ボールで、紙資源削減と運送燃料の削減を実現している[9]。
  - 環境にフォーカスしたウェブメディア「あわいひかり」を立ち上げ、社内外と連携して「環境」についての興味を喚起するような記事を掲載[10]。
- アメーバ経営
  - 2代目社長の奥田拓己は、京セラ創業者稲盛和夫が開塾した盛和塾に2004年から閉塾の2019年まで参加。アメーバ経営、部門別採算制度などの管理会計手法を社内に取り入れた[11]。
  - 2009年1月 - チーム制導入。
  - 2011年7月 - 盛和塾第19回世界大会にて稲盛経営者賞受賞。
  - 2014年9月 - 盛和塾第22回世界大会にて敢闘賞受賞。
  - 2016年1月 - 部門別採算制度開始。

## 沿革
- 1970年5月 - 奥田正幸が香川県観音寺市八幡町において北四国グラビア印刷を創業。
- 1972年 - 観音寺市本大町に新工場新築移転。
- 1976年1月 - 株式会社北四国グラビア印刷を設立（資本金1,000万円）。
- 1992年 - 現在地に本社並びに新工場新築移転。
- 1994年 - 6色広巾印刷機導入。
- 2000年 - 10色振分け印刷機導入。
- 2002年 - 合弁会社、青島加藤信包装有限公司を設立。
- 2006年 - 奥田拓己が2代目代表取締役社長に就任。
- 2007年 - 東京営業所を設置。
- 2010年 - 青島加藤信包装有限公司の合弁解消。
- 2015年
  - 6月 - データセンターを活用した[12]新基幹システム稼働[13]。
  - 10月 - エクストリーム仕様製版彫刻機導入。
- 2017年4月 - デジタル印刷機導入[14]。
- 2020年10月 - 東京営業所を現在地に移転。
- 2021年5月 - CSR報告書初版「KGP CSR REPORT 2020-2021」を発行。
- 2022年8月 - CSR報告書第2版「KGP CSR REPORT 2022-2023」を発行[15]。
- 2025年1月 - 日本初のインライン自動検査機能を有した新製版設備導入[16]。
- 2026年9月 - 新工場たかせフィールド竣工予定[17]。

### 認定・表彰
- 1998年 - 軟包装衛生協議会認定工場取得(202号)。
- 2003年 - ISO 9001認証取得。
- 2013年3月 - 経済産業省「おもてなし経営企業選」に選出[18]。
- 2015年2月 - ISO 22000認証取得。
- 2017年
  - 5月 - 経済産業省「攻めのIT経営中小企業百選」に選出[19]。
  - 12月 - 日本印刷産業連合会「グリーンプリンティング認定工場」に認定。
- 2016年9月 - 日本印刷産業連合会「印刷産業環境優良工場」に認定。
- 2018年2月 - 香川県中小企業BCP優良取組事業所認定[20]（3年ごとに更新）。
- 2020年
  - 2月 - 「四国でいちばん大切にしたい会社大賞」四国経済産業局長賞を受賞[21]。
  - 10月 - 経済産業省「地域未来牽引企業」に選出[22]。
- 2021年9月 - 日本印刷産業連合会「2021GPマーク普及大賞<グラビア・シール・スクリーン印刷部門>」受賞[23]。
- 2022年9月 - 日本印刷産業連合会「2022GPマーク普及大賞<グラビア・シール・スクリーン印刷部門>」受賞[24]。
- 2023年
  - 9月 - 日本印刷産業連合会「2023GPマーク普及大賞<グラビア・シール・スクリーン印刷部門>」受賞[25]。
  - 11月 - 障害者雇用の促進・安定に関する取組が評価され、もにす認定事業主となる[26]。
- 2024年
  - 3月 - 中小企業庁「2023年度はばたく中小企業・小規模事業者300社」に選定[27]。
  - 8月 - 日本印刷産業連合会「2024GPマーク普及大賞ゴールドプライズ<グラビア・シール・スクリーン印刷部門>」受賞[28]。
- 2025年2月 - 香川県「第2回かがわプラスチック・スマート大賞プラスチックスマート賞（優秀賞）」受賞[29]

### イベント参加・出展
- 2020年1月 - 加工技術研究会主催「コンバーティングテクノロジー総合展・JFlex2020」にて、「軟包装デジタル印刷が生み出す価値」を講演[30]。
- 2023年2月 - 日本印刷産業連合会主催「じゃぱにうむ2023」にて事例発表[31]。
- 2024年6月 - 日本食品機械工業会主催「FOOMA JAPAN 2024」に出展[32]。
- 2025年6月 - 日本食品機械工業会主催「FOOMA JAPAN 2025」に出展[33]。

## 事業所
- 本社及び本社工場 - 香川県観音寺市粟井町755番地
- たかせフィールド（高瀬工場） - 香川県三豊市高瀬町　2026年9月竣工予定[17]
- 東京営業所 - 東京都台東区浅草橋1-9-13 Biz-ark浅草橋駅前5階
- 東京サテライトオフィス[34]

## 関連人物
- 星下なつき (@pandable5) - X（旧Twitter）（コミックシーモア等の電子書籍中心に活躍する漫画家、元社員[35][36]）